# TGR-DCレーシングスクール
TGR-DCレーシングスクール（TGR-DC Racing School、略称:TGR-DC RS）は、トヨタ自動車のプロレーシングドライバー養成スクールである。2020年にフォーミュラトヨタ・レーシングスクール（略称FTRS）より名称変更された。トムススピリットが運用を担っている。

## 運営形態
世界のトップレースカテゴリーで活躍できるドライバー育成のために、トヨタ自動車ではトヨタ・ヤングドライバーズ・プログラム（略称TDP）を運営しているが、同プログラムの登竜門となったのが1995年設立のFTRSである。校長は関谷正徳が勤め、講師は竹内浩典や小林可夢偉らの現役ドライバーが務めている。開校以来の受講数は600人を超える。
開催場所は2003年までは十勝インターナショナルスピードウェイだったが、2004年より富士スピードウェイが使われている。使用車両は、2013年までは実際のレースでも使用されていたフォーミュラ・トヨタ（FT）の車両が採用されていたが、FTの開催が終了してから年月が経過し車両が老朽化しつつあるため、2014年よりフォーミュラチャレンジ・ジャパン（FCJ）用の車両に変更される。
受講資格は、カートレースでの実績（優勝やシリーズチャンピオン等）があれば14歳以上から受講可能となっており、ジュニア時代からの若手育成にかけているトヨタ自動車の決意が見て取れる。トヨタの友好会社であるヤマハ発動機のカートプロジェクト（SLカートスポーツ機構）とも提携していて、優秀なドライバーは無条件（年齢制限は除く）にて受講が可能となっている。
メインコースとして2泊3日のスカラシップコースが開かれており、学生でも参加しやすいように夏休み期間中に開講されている。期間中には単なるドライビングレッスンだけでなく、車体構造やレーシングカーのセットアップ等のレースに必要な知識の講義もある。そして、訓練期間中に好成績を収め将来性を認められた場合は、スカラシップとしてフォーミュラ4（F4）等のレースに参戦の機会が与えられる。
最近では卒業生の活躍もあいまって受講希望者が年々増加している。一方で、かつては学校の夏休み以外の期間に1日で完結するワンデーコースも開かれていたほか、スカラシップコースも複数回開催されていたのに対し、2017年現在は、富士スピードウェイのショートコースで、夏休みの8月に年1回開催されるのみとなっている。
2020年、トヨタは育成プログラムを再編し、トヨタ・ヤングドライバーズ・プログラム (TDP) をTGRドライバー・チャレンジ・プログラム (TGR-DC) へ改組。これに伴い、フォーミュラトヨタ・レーシングスクール (FTRS) もTGR-DCレーシングスクール (TGR-DC RS) へと名称変更された。
2024年は、関谷に代わって第1期卒業生の片岡龍也が校長に就任した。

## 特色
現在日本国内において、ドライバー養成スクールとしては、FTRS以外にホンダ子会社のモビリティランドが鈴鹿サーキットにおいて運営している鈴鹿サーキットレーシングスクール・フォーミュラ部門（校長は中嶋悟→佐藤琢磨、以降SRS-Fと表記）が有名であるが、両者においては若干の違いが見受けられる。
例えば参加対象者であるが、FTRSではカートレースでの実績が要求されるが、SRS-Fでは、16歳以上のカートレース経験者か18歳以上24歳までの普通自動車運転免許所有者となっており、より広く門戸を開放している。
また、両校ともドライバー育成が目的として設置されているが、内容は少々異なっている。FTRSでは若手トップドライバー育成のため単一コースのプログラムとなっており、スカラシップの獲得が主目的となっているが、SRS-Fでは体験スクール→体験ベーシック→アドバンスへと進級する3段階システムを採用しており、各々の段階で基準値に達しない場合は振り落とされるシステムとなっている。SRS-Fではモータースポーツの振興（プロドライバーとしてではなく、趣味としてレースを楽しむ人を増やす）も設置目的としているためである。鈴鹿サーキットレーシングスクールでは、SRS-F以外に2輪やカートを対象としたSRS-JやSRS-Kを併設していることからでも、その違いがよくわかる。なお、FTRSの受講生において優秀と認められたドライバーに対しては、翌年以降に参戦するレース参戦のサポートを行っている。
FTRSではカートからフォーミュラカーへのステップアップを前提としてきたが、TGR-DCレーシングスクールではFIA 世界耐久選手権 (FIA WEC) や世界ラリー選手権 (WRC) に参戦するトヨタの姿勢を反映して、「国内外のトップカテゴリーで活躍できるレーシングドライバー、ラリードライバーの発掘・育成と、正しいドライビング教育によりモータースポーツ底辺の健全な拡大を図る」ことをテーマに掲げている。将来性の見込めるドライバーに対しては、ダート・スノー走行のトレーニングを行う計画もある。

## 主な卒業生
- （第1期生）平中克幸・片岡龍也
- （第2期生）平手晃平・番場琢・小林可夢偉
- （第3期生）中嶋一貴・石浦宏明
- （第4期生）大嶋和也・関口雄飛